# Shane Doan
Shane Albert Doan, född 10 oktober 1976 i Halkirk i Alberta, är en kanadensisk före detta professionell ishockeyspelare och tidigare lagkapten i NHL-laget Arizona Coyotes.
Han gick i pension den 30 augusti 2017.
Han är far till Josh Doan.

## Statistik

### Klubbkarriär
| 1992–93    | Kamloops Blazers    | WHL        | 51   | 7   | 12  | 19  | 55   | 13 | 0  | 1  | 1  | 8  |
| 1993–94    | Kamloops Blazers    | WHL        | 52   | 24  | 24  | 48  | 88   | —  | —  | —  | —  | —  |
| 1994–95    | Kamloops Blazers    | WHL        | 71   | 37  | 57  | 94  | 106  | 21 | 6  | 10 | 16 | 16 |
| 1995–96    | Winnipeg Jets       | NHL        | 74   | 7   | 10  | 17  | 101  | 6  | 0  | 0  | 0  | 6  |
| 1996–97    | Phoenix Coyotes     | NHL        | 63   | 4   | 8   | 12  | 49   | 4  | 0  | 0  | 0  | 2  |
| 1997–98    | Springfield Falcons | AHL        | 39   | 21  | 21  | 42  | 64   | —  | —  | —  | —  | —  |
| 1997–98    | Phoenix Coyotes     | NHL        | 33   | 5   | 6   | 11  | 35   | 6  | 1  | 0  | 1  | 6  |
| 1998–99    | Phoenix Coyotes     | NHL        | 79   | 6   | 16  | 22  | 54   | 7  | 2  | 2  | 4  | 6  |
| 1999–00    | Phoenix Coyotes     | NHL        | 81   | 26  | 25  | 51  | 66   | 4  | 1  | 2  | 3  | 8  |
| 2000–01    | Phoenix Coyotes     | NHL        | 76   | 26  | 37  | 63  | 89   | —  | —  | —  | —  | —  |
| 2001–02    | Phoenix Coyotes     | NHL        | 81   | 20  | 29  | 49  | 61   | 5  | 2  | 2  | 4  | 6  |
| 2002–03    | Phoenix Coyotes     | NHL        | 82   | 21  | 37  | 58  | 86   | —  | —  | —  | —  | —  |
| 2003–04    | Phoenix Coyotes     | NHL        | 79   | 27  | 41  | 68  | 47   | —  | —  | —  | —  | —  |
| 2005–06    | Phoenix Coyotes     | NHL        | 82   | 30  | 36  | 66  | 123  | —  | —  | —  | —  | —  |
| 2006–07    | Phoenix Coyotes     | NHL        | 73   | 27  | 28  | 55  | 73   | —  | —  | —  | —  | —  |
| 2007–08    | Phoenix Coyotes     | NHL        | 80   | 28  | 50  | 78  | 59   | —  | —  | —  | —  | —  |
| 2008–09    | Phoenix Coyotes     | NHL        | 82   | 31  | 42  | 73  | 72   | —  | —  | —  | —  | —  |
| 2009–10    | Phoenix Coyotes     | NHL        | 82   | 18  | 37  | 55  | 41   | 3  | 1  | 1  | 2  | 4  |
| 2010–11    | Phoenix Coyotes     | NHL        | 72   | 20  | 40  | 60  | 67   | 4  | 3  | 2  | 5  | 6  |
| 2011–12    | Phoenix Coyotes     | NHL        | 79   | 22  | 28  | 50  | 48   | 16 | 5  | 4  | 9  | 41 |
| 2012–13    | Phoenix Coyotes     | NHL        | 48   | 13  | 14  | 27  | 37   | —  | —  | —  | —  | —  |
| 2013–14    | Phoenix Coyotes     | NHL        | 69   | 23  | 24  | 47  | 34   | —  | —  | —  | —  | —  |
| 2014–15    | Arizona Coyotes     | NHL        | 79   | 14  | 22  | 36  | 65   | —  | —  | —  | —  | —  |
| 2015–16    | Arizona Coyotes     | NHL        | 72   | 28  | 19  | 47  | 98   | —  | —  | —  | —  | —  |
| 2016–17    | Arizona Coyotes     | NHL        | 74   | 6   | 21  | 27  | 48   | —  | —  | —  | —  | —  |
| NHL totalt | NHL totalt          | NHL totalt | 1540 | 402 | 570 | 972 | 1353 | 55 | 15 | 13 | 28 | 85 |